# San Francisco Acuexcomac

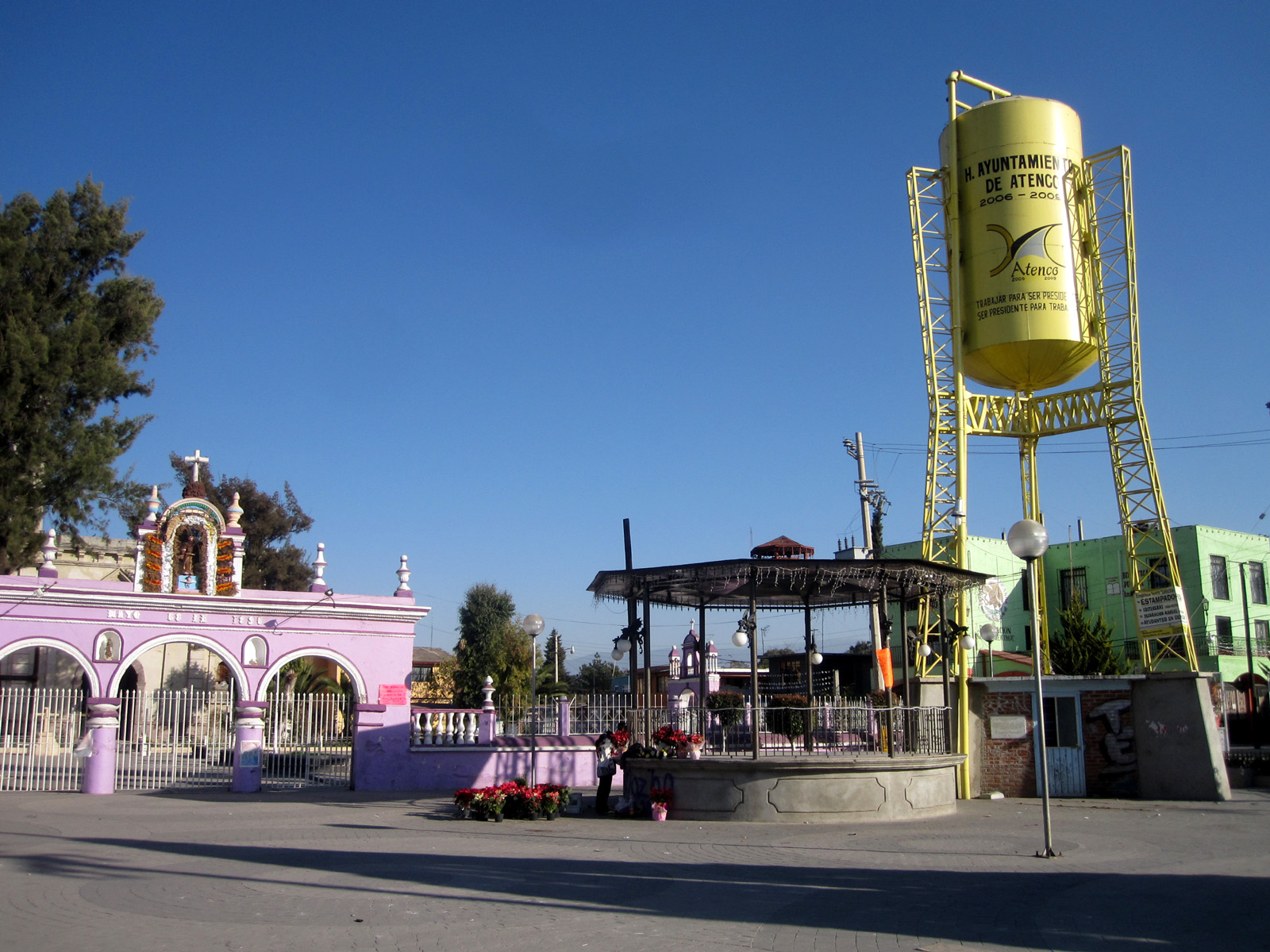
El centro de San Francisco Acuexcomac, municipio de Atenco, en el Estado de México, México.

San Francisco Acuexcomac es una comunidad mexicana perteneciente al municipio de Atenco en el Estado de México. 
Debe el nombre a su patrón, San Francisco de Asís y a la palabra náhuatl acuexcomac, derivada de atl = agua, y cuexcom = lugar. 
En honor de San Francisco de Asís se realiza una gran fiesta el día 4 de octubre, engalanado con muchas flores, retablos, música, bailables folklóricos, juegos mecánicos, antojitos mexicanos y la quema de fuegos pirotécnicos. 
Una segunda fiesta celebrada es el día 1 de enero el cual se festeja con todo lo anterior, pero solo ese día.
La comunidad de San Francisco Acuexcomac, a través de sus ejidatarios, celebran año con año el día 15 de mayo en honor a San Isidro Labrador, dicha celebración la realizan a orillas del pozo de aguas ejidales de la comunidad. Para el festejo se realiza una misa a mediodía en honor del Santo, posterior a ello dan de comer gratis a los asistentes, acompañando el momento con bandas musicales.
Una semana antes de miércoles de ceniza se lleva a cabo un baile de Carnaval. Este baile es una sátira que se remonta a la época en que en Europa se llevaban a cabo bailes en grandes salones con música vals mientras en México algunos hombres se vestían de mujeres con vestidos, zapatillas y eran para mofarse de la clase aristócrata y en la actualidad visten de Frac, guantes, sombrillas  con caretas hecha artesanalmente. 
Actualmente esta es una de las tradiciones que no se ha perdido en la comunidad de San Francisco Acuexcomac Municipio de Atenco, dentro de la música con la que se lleva a cabo es alegre baile se encuentran melodías como Las calabazas, Valencia, Bailando en San Francisco, Las tagarotas, Entre rosas y Norma de Guadalajara las cuales son tocadas por bandas de viento.
El oriundo Justino González Colín y familia elaboran a mano las máscaras de carnaval ésta familia es la proveedora número de uno de “caretas” para el baile juego de carnaval en San Francisco Acuexcomac, Atenco, Santa Isabel Ixtapan, Nexquipaya, Totolcingo, Chiconcuac y alrededores.
Algunos de los atractivos del municipio de Atenco son la zona arqueológica localizada en la cima del cerro de Tepetzingo y el parque ejidal "Los Ahuehuetes
población 13033 habitantes 
- Datos: Q9073443